# Baixa dos Morros (Lajes das Flores)
A Baixa dos Morros é um afloramento rochoso marítimo localizado no oceano Atlântico junto à costa da ilha das Flores, no concelho das Lajes das Flores. Encontra-se nas coordenadas geográficas de Latitude 39º21.585'N (39.360ºN) e Longitude 31º11.758'W (31.196ºW) a duas milhas marítimas do Porto das Lajes das Flores, Lajes das Flores.

## Descrição
A Baixa dos Morros apresenta-se com uma formação geológica cujo fundo é muito variado e constituído por materiais vulcânicos originados num cone vulcânico submarino já parcialmente desmantelado pela forte erosão marinha presente.
A chaminé vulcânica que dá origem à Baixa dos Morros é predominantemente constituída por lavas bastante fracturadas. Os fundos marinhos circundantes a este acidente geológico apresentam uma morfologia fortemente acidentada composta por grandes declives, planos de fractura verticais e algumas grutas. Nas zonas com maior batimetria surgem grandes blocos de pedra basáltica, calhaus rolados e algumas áreas arenosas e apresenta uma profundidade que ronda os 37 metros na parte voltada à ilha e na parte voltada ao oceano os 60 metros.
O acesso a esta formação apenas pode ser feito por meio de embarcação uma vez que se encontra longe a costa, a uma milha marítima da costa e duas milhas do Porto das Lajes.
Esta formação geológica é utilizada para a realização de mergulho de escafandro predominantemente diurno, sendo que a profundidade de mergulho é muito variada e oferece diferentes pontos de escolha conforme a localização escolhida.
Aliada a esta profundidade inconstante encontram-se súbitas mudanças na intensidade e direcção das correntes marítimas a que está sujeito.
Na parte voltada a terra, a menos profundo e que ronda uma cota de 37 metros existe um povoamento de grandes meros enquanto que na parte exterior, voltada ao oceano existem grandes povoamentos de Lírios e Enxareus, parte mais profunda e composta por areias existem ratões de grandes dimensões.

## Faunaefloracaracterística
A fauna e a flora dominante desta formação geológica são a Megabalanus azoricus, a Thalassoma pavo e a Coris julis, sendo no entanto possível observar-se uma grande variedade de fauna e flora marinha em que convivem mais de 84 espécies diferente, sendo de 11.2 o Índice de Margalef.
Foi proposto nos trabalhos de Martins & Santos (1991) e Santos (1992), medidas de protecção da biodiversidade a este ilhéu.

## Faunaefloraobservável
- Arreião (Myliobatis aquila),
- Água-viva (Pelagia noctiluca),
- Alga vermelha (Asparagopsis armata),
- Anêmona-do-mar (Alicia mirabilis),
- Alface do mar (Ulva rígida)
- Ascídia-flor (Distaplia corolla),
- Asparagopsis armata
- Aglophenia tubulifera,
- Barracuda (Sphyraena),
- Boga (Boops boops),
- Bodião (labrídeos),
- Caravela-portuguesa (Physalia physalis),
- Chicharro (Trachurus picturatus).
- Peixe-rei (Coris julis).
- Craca (Megabalanus azoricus).
- Estrela-do-mar (Ophidiaster ophidianus),
- Lírio (Campogramma glaycos),
- Mero (Epinephelus itajara),
- Ouriço-do-mar-negro (Arbacia lixula),
- Peixe-cão (Bodianus scrofa),
- Peixe-porco (Balistes carolinensis),
- Peixe-balão (Sphoeroides marmoratus),
- Peixe-rei (Coris julis),
- Polvo (Octopus vulgaris),
- Pomatomus saltator
- Polychaeta,
- Ratão (Taeniura grabata),
- Salmonete (Mullus surmuletus),
- Trachurus picturatus.
- Zonaria flava,